# Classe Tango

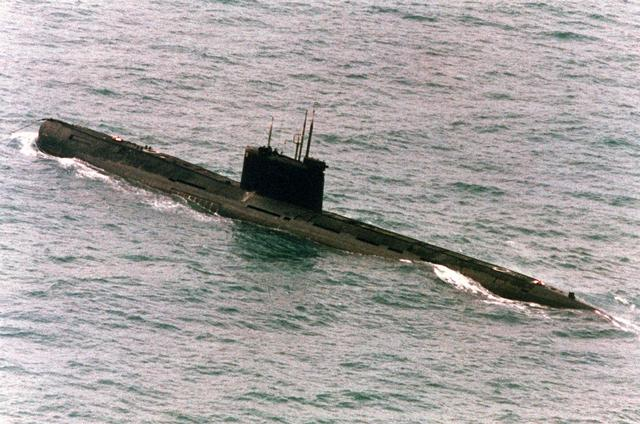
Sous-marin de classe Tango dans l'Atlantique nord.

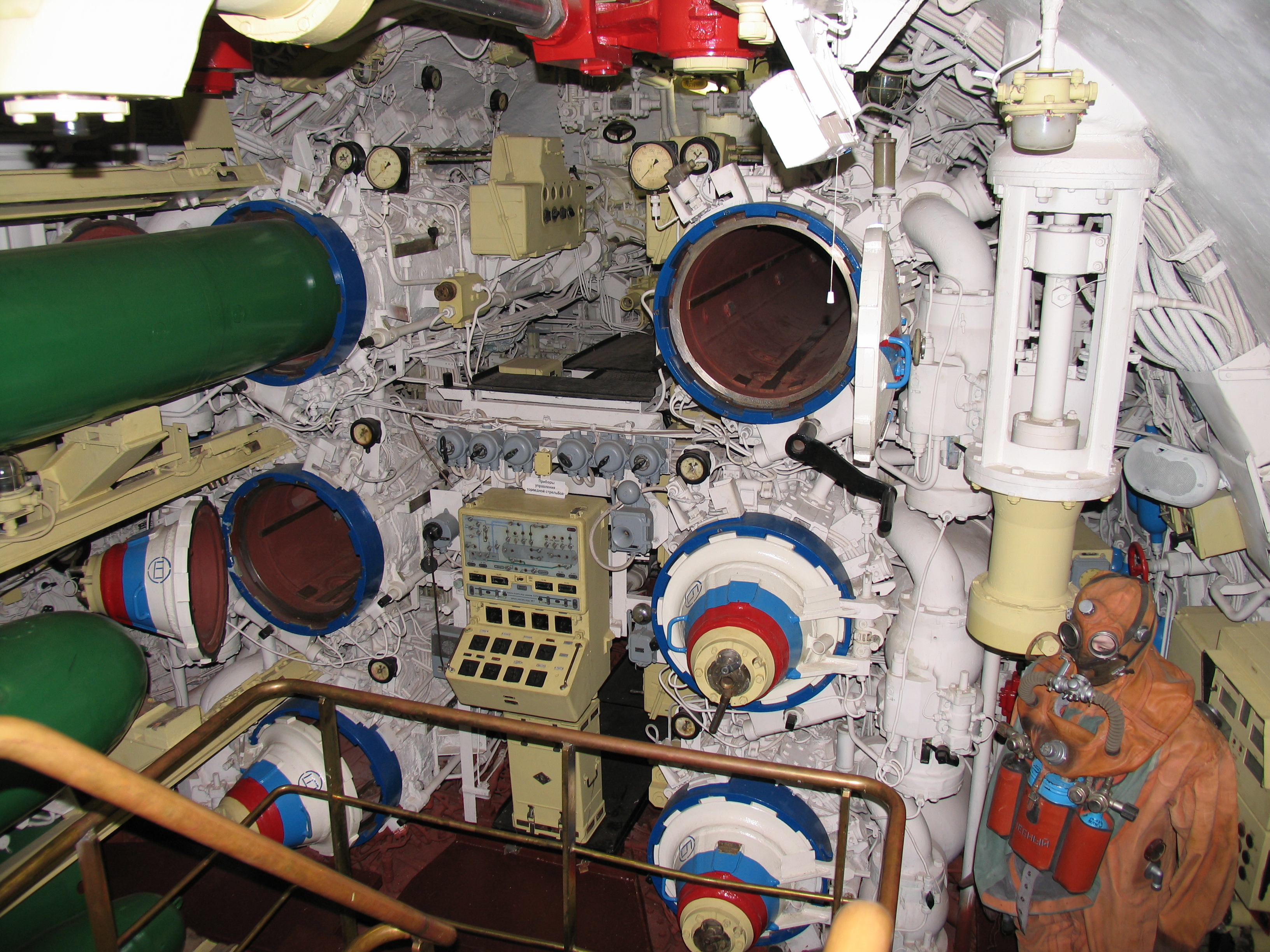
Salle des torpilles du B-396.

La classe Tango est le code OTAN pour un type de sous-marin à propulsion diesel-électrique qui a été initialement mis en service par l'Union soviétique dans les années 1970. La désignation soviétique était Projet 641B Som (signifiant « poisson-chat » en russe). Elle succède à la classe Foxtrot équipant la Flotte de la mer Noire et la Flotte du Nord. Le premier sous-marin de cette classe est construit à Gorky en 1972 et 18 unités seront produites en deux versions légèrement différentes. La seconde version fait quelques mètres de plus que la première peut-être en raison de l'installation d'équipements permettant le lancement de missiles anti-navires.
Le sonar des sous-marins de cette classe semble être similaires à celui des sous-marins nucléaire d'attaque soviétiques. Le système de propulsion est identique à celui de la classe Foxtrot. La classe Tango est cependant doté de beaucoup plus de capacité de batterie par rapport aux classes précédentes. En conséquence, le volume de la coque sous pression a augmenté. Cela a permis une endurance sous-marine au-delà d'une semaine avant de rendre le tube d'air nécessaire.
Dotée d'un nouvel armement, la classe Tango semble idéale pour des opérations d'embuscade contre les sous-marins nucléaires occidentaux. Après la chute de l'URSS la construction de sous-marins de cette classe est stoppée, puis remplacée par la classe Kilo. Depuis, trois de ces sous-marins ont été convertis en navire musées. Un bateau reste en service dans la flotte de la mer Noire, mais il est possible qu'il ait été retirée du service de la Marine russe en 2010[réf. nécessaire]après avoir coulé avec son dock à Sébastopol en décembre 2019 puis a été ferraillé.
La marine ukrainienne en avait une unité. Capturé par la Russie lors l'annexion de la Crimée, elle était en cours de transformation en navire musée en 2021.

## Caractéristiques techniques
- Déplacement : 3 100 tonnes (surface), 3 800 tonnes (immersion)
- Longueur : 91 mètres
- Maître-bau : 9,1 mètres
- Tirant d'eau : 7,2 mètres
- Vitesse maximale : 13 nœuds (surface), 16 nœuds (immersion)
- Équipage : 62 hommes (12 officiers)

## Navires-musées
- B-307, Musée technologique de Togliatti, Samara, Russie
- B-396, Musée de la Marine de Moscou
- B-515, Musée de Hambourg, Allemagne

Silhouette d'un sous-marin de classe Tango (Projet 641B).
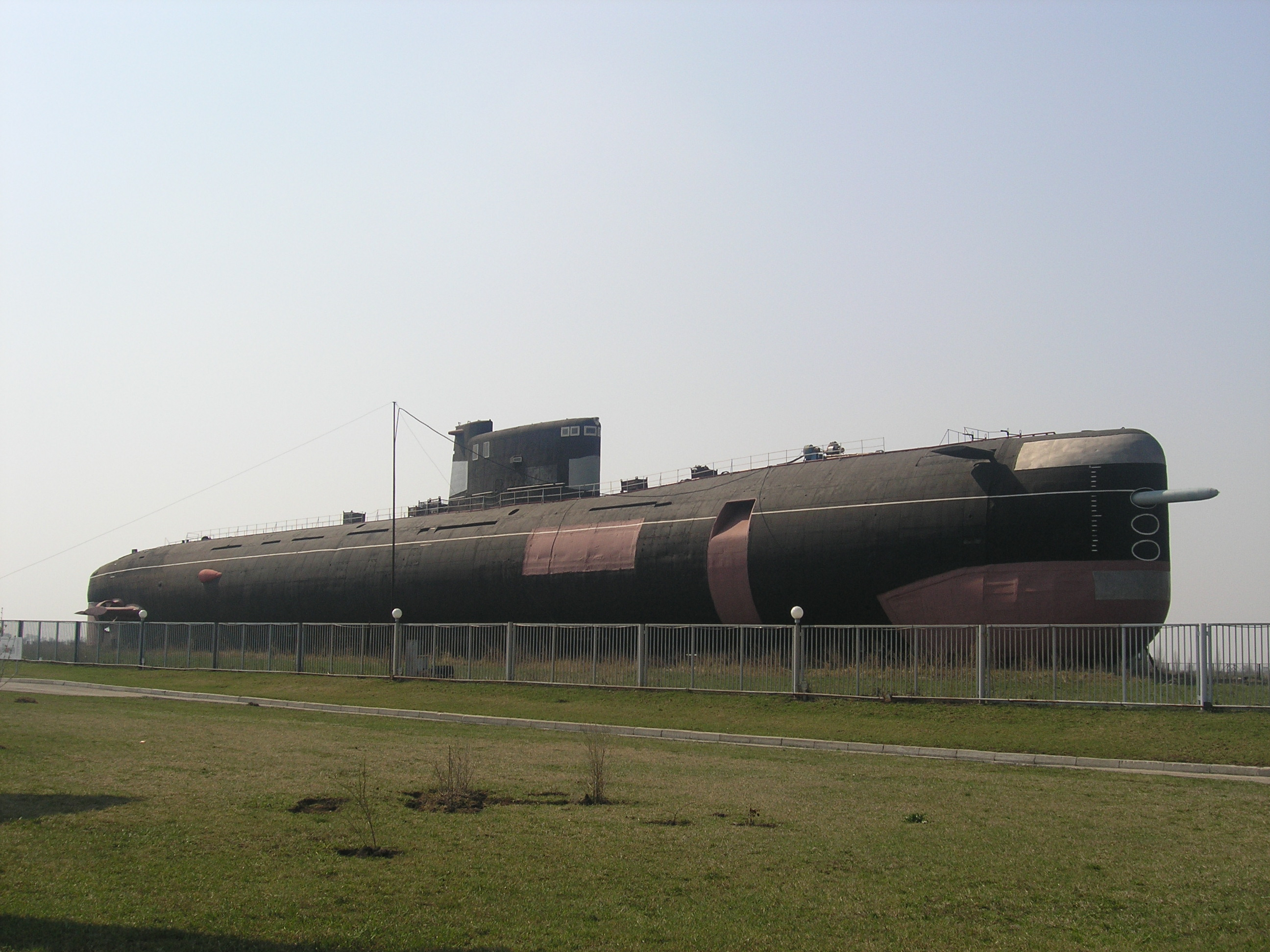
B-307, Togliatti
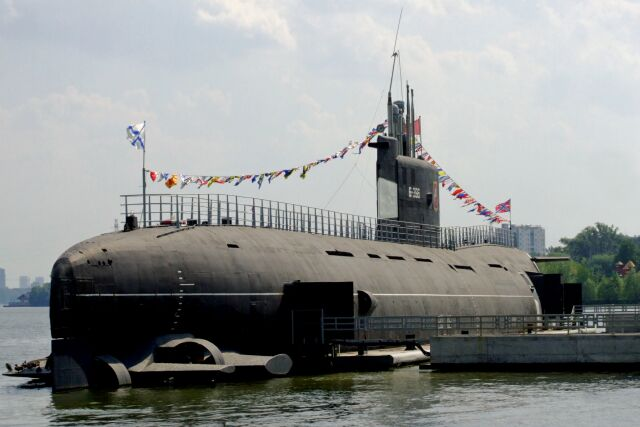
B-396, Moscou
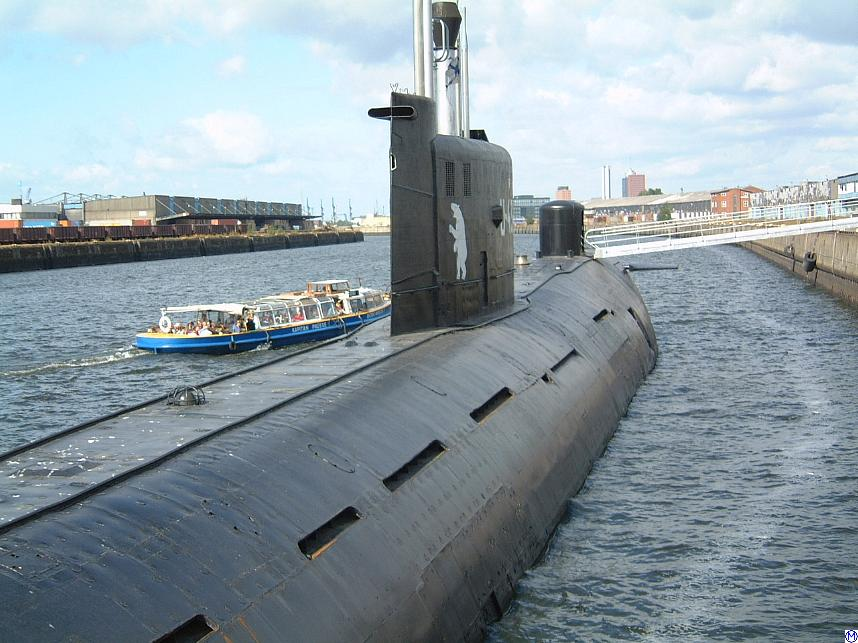
B-515, Hambourg